# 武秀
武秀（1987年—） 是一位越南视觉艺术家和雕塑家，主要在胡志明市和岘港工作。他以创作以宗教、文化和心灵为主题的石雕作品而知名。

## 生平
武秀于1987年出生于越南北宁省良才县林梢社玉关村。他是武氏家族的后裔，该家族历史上有多位著名人物，如史学家武绵和法学家武澄。
起初，武秀就读于红德大学（清化）物理专业，并以第一名的成绩毕业。此后他转向艺术领域，自学并从事石雕创作。在学习期间，他曾在胡志明市美术大学、顺化艺术大学等艺术院校学习，也曾在岘港五行山的石雕传统手工艺村实习。

## 职业生涯
武秀专注于整块石材的雕刻，作品多涉及佛教、天主教和传统文化等题材。他的作品包括小沙弥雕像、佛像、神龛、盆景石雕、浮雕以及其他民间题材。
其艺术风格被认为融合了传统元素与现代结构思维，受到其自然科学背景的影响。

## 活动与展览
武秀曾参与多项艺术展览，包括2019年在河内举办的全国美术展览，以及在美山（广南）举行的文化遗产展示项目。他的一些作品也曾在胡志明市、顺化和岘港的艺术空间和展厅展出。

## 评价与认可
武秀被国内一些媒体和文化机构评价为在越南石雕艺术领域有贡献的年轻艺术家。他曾出现在《文化与发展》杂志、《越南佛教》杂志以及“越南文献”平台的出版物中。